# Bibliotheca Australiana
Die Bibliotheca Australiana (BA) ist eine überwiegend englischsprachige Buchreihe mit Reiseberichten, die von 1967 bis 1975 gemeinsam bei Nico Israel in Amsterdam und der Da Capo Press in New York City herausgegeben wurde. Diese umfangreiche Reihe von Faksimile-Editionen zeichnet vierhundert Jahre der Erforschung des Pazifiks nach, vom Beginn des 16. Jahrhunderts bis zu den hoch organisierten wissenschaftlichen Expeditionen des 19. Jahrhunderts. Für jedes Werk wurde die wichtigste Ausgabe reproduziert.
Die Faksimile-Reproduktionen von 42 Reisen zur Erforschung des Pazifiks, die über 400 Jahre abdecken, verwendete die informativste oder einflussreichste Ausgabe für die Reproduktion, darin sind unter anderem Kotzebue, Meares, La Pérouse, Vancouver und Cooks erste Reisen aufgenommen. Die Reihe brachte es bis auf 76 Bandnummern (plus zwei Bände in einer Extra Series), wobei die Nummern 48, 65 und 66 nicht veröffentlicht worden sind. Heute sind die Werke in der Regel über archive.org abrufbar.
Die folgende Übersicht erhebt keinen Anspruch auf Aktualität oder Vollständigkeit:

## Übersicht
- 01./02. Brosses, Charles de: Histoire des Navigations aux Terres Australes. Contenant ce que l'on sçait des moeurs et des productions des Contrées découvertes jusqu'e à ce jour; (etc.). Paris, 1756. (1967). 2 Bände. (Eines der herausragenden Werke über die frühe Geschichte Australasiens. Brosses fordert in diesem Werk, dass Frankreich Australien besiedeln sollte.)

- 03./04./0.5/06./07. Burney, James: A Chronological History of Voyages and Discoveries in the South Sea, or Pacific Ocean; (etc.).London, 1803–17. (1967). Fünf Bände. (Dieses wichtige und umfassende Werk bringt die Geschichte der Entdeckung des Pazifiks bis ins Jahr 1764, wo Hawkesworth sie fortsetzt.)

- 08./09./10. Callander, John: Terra Australis Cognita; or Voyages to the Terra Australis or Southern Hemisphere, during the Sixteenth, Seventeenth, and Eighteenth Centuries (etc.). Edinburgh, 1766–68. (1967). Drei Bände. (Ein Werk von großer Bedeutung und Wert über die frühe Geschichte Australasiens, einschließlich von Tierra del Fuego, Südpatagonien, die Falkland-Inseln etc. Einige der 41 Berichte erscheinen hier zum ersten Mal in englischer Sprache.)

- 11. Dalrymple, Alexander: An Historical Collection of the several Voyages and Discoveries in the South Pacific Ocean (etc.). London, 1770–71. (1967). Zwei Bände in einem. (Bezieht sich ganz auf die Entdeckungen im Gebiet zwischen Südamerika und Neuguinea, wobei die Erzählung wörtliche Übersetzungen der spanischen und niederländischen Autoren sind.)

- 12. Bougainville, Louis de: A Voyage round the World. Performed by Order of His Most Christian Majesty, in the Years 1766-9. Translated from the French by John Reinhold Forster. London, 1772. (1967). (Erste englische Übersetzung des Berichts über eine der frühesten wissenschaftlichen Expeditionen in die Südsee und den Beginn der französischen Erkundungen in Australasien.)

- 13. Broughton, William Robert: A Voyage of Discovery to the North Pacific Ocean in which the Coast of Asia, from the Lat. of 35' North to the Lat. of 52' North, the Island of Insu (commonly known under the name of the Land of Jesso), the North, South and East Coasts of Japan, the Lieuchieux and the adjacent isles, as well as the coast of Corea, have been examined and surveyed. Performed in His Majesty's Sloop Providence, and her Tender in the years 1795-98. London, 1804. (1967). (Der Autor besuchte Nootka und segelte die Küste Kaliforniens entlang; in weiteren Erkundungen löste er, was La Pérouse zuerst versucht hatte, das Puzzle der Aleuten, Japans und Koreas.)

- 14. Cook, Captain James: A Journal of a Voyage round the World in H.M.S. Endeavour, in the years 1768-71. Containing all the various occurrences of the voyage with descriptions of several newly discovered countries in the Southern Hemisphere (etc.). To which is added a concise vocabulary of the language of Otaheite. London, 1771. (1967). (Ein äußerst wichtiges anonymes Werk, das heimlich zwei Monate nach der Rückkehr der Endeavour und fast zwei Jahre vor Hawkesworths mit Spannung erwartetem Bericht veröffentlicht wurde. Der Autor blieb ungenannt, war aber wahrscheinlich einer der Zivilisten an Bord, der in Batavia starb.[4])

- 15. (Cook, Capt.) John Marra: Journal of the Resolution's Voyage, in 1771-1775. On discovery to the Southern Hemisphere, by which the non-existence of an undiscovered continent, between the Equator and the 50th degree of Southern Latitude, is demonstratively proved. Also a journal of the Adventure's voyage in 1772-1774.  London, 1775. (1967). (Der sehr seltene Bericht über Cooks zweite Reise, der heimlich und anonym etwa achtzehn Monate vor Cooks eigenem Bericht veröffentlicht wurde. Er ist äußerst wertvoll, da viele der erzählten Begebenheiten eine wichtige Ergänzung zu denen von Cooks offiziellem Bericht darstellen.)

- 16. (Cook, Capt.) John Rickman: Journal of Captain Cook's last Voyage to the Pacific Ocean, on Discovery; performed in the years 1776-1779, (etc.). Faithfully narrated from the original MS. London, 1781. (1967). (Dieses anonyme Tagebuch von Cooks dritter Reise nahm den autorisierten Bericht der Regierung um zwei Jahre vorweg.)

- 17./18./19. Kotzebue, Otto von: A Voyage of Discovery, into the South Sea and Beering's Straits, for the purpose of exploring a North-East Passage. London, 1821. (1967). Drei Bände. (Erste und beste englische Ausgabe des Berichts über eine wichtige russische Weltumsegelung. Neben dem Interesse an der Arktis geht es auch um die Entdeckung verschiedener Südseeinseln, Hawaii, Kalifornien und der Nordwestküste Amerikas. Interessant sind auch die geologischen und biologischen Beobachtungen.)

- 20./21. Kotzebue, Otto von: A new Voyage round the World in the years 1823-1826. With an introduction by A. J. von Krusenstern. London, 1830. (1967). 2 Bände. (Dieser Bericht beschreibt die zweite Reise, von Russland nach Brasilien, Chile, Tahiti, Pitcairn etc., nach Kamschatka, und zurück über Neu-Archangelsk, Kalifornien, Hawaii, Marianen, Philippinen und St. Helena. Dazu ein Rückblick auf die zoologische Sammlung der auf der Reise angetroffenen Exemplare.)

- 22. Meares, John: Voyages made in the years 1788 and 1789, from China to the North-West Coast of America. To which are prefixed, an introductory Narrative of a voyage performed in 1786, from Bengal, in the Ship Nootka; Observations on the probable existence of a North-West passage; and some account of the trade between the North-West Coast of America and China; and the latter country and Great Britain.  London, 1790. (1967). (Der Anspruch Großbritanniens auf Oregon basierte auf dieser Publikation. Vieles bezieht sich auf die Hawaii-Inseln.)

- 23./24. Fleurieu, Charles Pierre: A Voyage round the World, performed during the years 1790-92 by Étienne Marchand. London, 1801. (1969). Zwei Bände. (Dieser französischen Weltumsegelung war nur die von Bougainville vorausgegangen. Sie fügte dem spärlichen Wissen über Nordwest-Amerika Beträchtliches hinzu und enthielt eine wissenschaftliche Übersicht über frühere Seefahrer.[5] Am Ende des Berichts ist eine wichtige nautische, hydrographische und astronomische Abhandlung angefügt, zusammen mit Berichten über die während der Reise beobachteten Fische, Muscheln, Vögel und Pflanzen usw.)

- 25. Hearne, Samuel: A Journey from Prince of Wales’s Fort in Hudson's Bay, to the Northern Ocean. London, 1795. (1968). (Dieser Bericht über eine schwierige und gefahrvolle Expedition – teilweise über Land – ist gefüllt mit topographischen Beschreibungen und Informationen über die Indianer der Gegend. Außerdem ist das gesamte letzte Kapitel einer detaillierten Untersuchung der lokalen Flora und Fauna gewidmet.)

- 26. Müller, G. F.: Voyages from Asia to America, for completing the discoveries of the North West Coast of America, etc. London, 1761. (1967). (Der wichtigste zeitgenössische Bericht über Berings Entdeckungen, von einem Wissenschaftler, der an seiner zweiten Expedition beteiligt war.[6] Enthält eine Zusammenfassung der Reisen, die die Russen auf dem gefrorenen Meer auf der Suche nach einer Nordostpassage unternahmen.)

- 27./28./29. Pérouse, Jean de la: A Voyage round the World, performed in the years 1785, 1786, 1787, and 1788, by the Boussole and Astrolabe. London, 1799. (1968). Zwei Bände Text und Folio-Atlas. (Diese große Expedition gehört zu den wichtigsten des 18. und 19. Jahrhunderts. Beschreibt den ersten Besuch eines Ausländers in den Missionseinrichtungen in Oberkalifornien.)

- 30./31./32./33. Vancouver, George: A Voyage of discovery to the North Pacific Ocean, and round the World. London, 1798. (1967). Drei Bände und ein Atlas. (Dieses Werk rangiert mit den Reisen von Cook und La Pérouse ... (Es) ist von größter Bedeutung für die frühe Geschichte Kaliforniens, der Vancouver-Insel, der Küste Britisch-Kolumbiens und nordwärts, sowie für die Sandwich-Inseln.[7])

- 34./35. Beechey, Frederick William: Narrative of a voyage to the Pacific and Beering's Strait. London, 1831. (1968). Zwei Bände. (Eine äußerst wichtige Reise, da Beechey in Zusammenarbeit mit Franklin und Parry versuchte, eine Nordwestpassage zu finden. Beechey entdeckte mehrere Südseeinseln; er besuchte auch Tahiti und Pitcairn, wo er John Adams, den Überlebenden der Meuterei auf der Bounty, traf. Adams’ ausführlicher Bericht über diese Meuterei ist in Beecheys Erzählung enthalten.)

- 36. Colnett, James: A Voyage to the South Atlantic and round Cape Horn into the Pacific Ocean, for the purpose of extending the Spermaceti Whale Fisheries, and other objects of commerce, by ascertaining the ports, bays, harbours, and anchoring berths in certain islands and coasts in those seas at which the ships of the British merchants might be refitted. London, 1798. (1968). (Colnett, Kapitän der Rattler, besuchte zweimal die Galapagos-Inseln und erkundete auch die Küsten von Chile und Peru. Da er Cook auf seiner letzten Reise begleitet hatte, geht Colnett im Laufe seiner Erzählung häufig auf seinen alten Kommandanten ein.)

- 37. Dixon, George: A Voyage round the World; But more particularly to the North-west coast of America. London, 1789. (1968). (Kapitän Dixon ist bekannt für seine Weltreise mit der Queen Charlotte, bei der er der Nordwestküste Amerikas besondere Aufmerksamkeit schenkte, wo Dixon die Queen Charlotte Islands entdeckte und benannte. Das Werk ist Sir Joseph Banks gewidmet.)

- 38./39. Krusenstern, A. J. von: Voyage round the world in the years 1803, 1804, 1805 & 1806. London, 1813. (1968). Zwei Bände. (Ein wichtiges Werk, das den offiziellen Bericht über die erste russische Expedition um die Welt unter Krusenstern und  Lissjanski darstellt, während der viele wichtige Entdeckungen und Korrekturen gemacht wurden, besonders in der Region von Japan.)

- 40./41. Langsdorff, G.H. von: Voyages and Travels in various parts of the World, during the years 1803, 1804, 1805, 1806 and 1807. London, 1813–14. (1968). Zwei Bände. (Langsdorff begleitete Krusenstern auf der ersten russischen Weltumseglung. In Kamtschatka trennte er sich von der Hauptexpedition und besuchte die russischen Teile der Nordwestküste. Weiter erforschte er die Aleuten und stattete Kalifornien einen längeren Besuch ab; der größte Teil des zweiten Bandes behandelt seinen Aufenthalt in San Francisco.)

- 42. Lisiansky, Urey: A Voyage round the World in the years 1803, 1804, 1805 & 1806. London, 1814. (1968). (Äußerst wichtiges Werk über Sitka, Kodiak und andere Teile der Nordwestküste. Der Autor, der die Newa kommandierte, begleitete die große russische Expedition unter Krusenstern.)

- 43. Portlock, Nathaniel: A Voyage round the world; but more particularly to the North-West Coasts of America. London, 1789. (1969). (Portlock war Kapitän der King George, die, begleitet von der Queen Charlotte unter Dixon, diese große Entdeckungsreise erfolgreich abschloss. Portlocks Bericht über das Unternehmen verbessert und erweitert die Perspektive von Dixons Erzählung.)

- 44. Gilbert, Thomas: Voyages from New South Wales to Canton, in the Year 1788. With views of the islands discovered. London, 1789. (1968) (Eine bemerkenswerte Reise, bei der die Gilbert-Inseln entdeckt und erforscht wurden.)

- 45. Arago, Jacques: Narrative of a Voyage round the World, in the Uranie and Physicienne Corvettes, commanded by Captain Freycinet, during the years 1817-1820. London, 1823. (1970). Zwei Teile in einem. (Das Hauptziel von Freycinets Expedition war die Untersuchung der Form der Erde und der Elemente des Erdmagnetismus. Nachdem sie das Kap der Guten Hoffnung besucht hatte, segelte die Expedition nach Westaustralien und weiter nach Hawaii. Über 50 Seiten beziehen sich auf Guam und fast 100 auf Hawaii. New South Wales wurde dann auch besucht.)

- 46./47. Bennett, Frederick D.: Narrative of a Whaling Voyage round the Globe, from the year 1833 to 1836. Comprises sketches of Polynesia, California, the Indian Archipelago, etc. With an account of Southern Wales. London, 1840. (1970). Zwei Bände. (Dies ist eines der beiden einzigen Werke über den Walfang, die Herman Melville für wertvoll hielt. Während seiner dreijährigen Reise wurden viele Südseeinseln und auch Kalifornien besucht.)

- 48. Betagh, William (nicht veröffentlicht): A Voyage round the World. Being an account of a remarkable Enterprise, begun in the year 1719, chiefly to cruise on the Spaniards in the Great South Ocean. London, 1728. (1970). (Bericht über Shelvockes Freibeuter-Expedition durch den Kapitän der Marineinfanterie. Betagh tut alles, um Shelvockes eigenen Bericht über dieselbe Expedition zu diskreditieren.[8])

- 49. Burney, James: A Chronological History of the North-Eastern Voyages of Discovery; and of the early Eastern Navigations of the Russians. London, 1819. (1969). (Das Werk enthält Berichte über Reisen der Engländer, Holländer, Dänen und Russen auf der Suche nach der Nordostpassage nach Indien und China, Kamtschatka und Entdeckungen in den Polarmeeren. Die russischen Berichte beziehen sich unter anderem auf die Reisen von Martin Spangberg und William Walton nach Japan, die Reisen von Bering und Tschirikow, die zu den Aleuten, der Nordwestküste Amerikas usw.)

- 50. Campbel, Archibald: A Voyage round the World from 1806 to 1812; in which Japan, Kamchatka, the Aleutian Islands, and the Sandwich Islands were visited (etc.). With an account of the present state of the Sandwich Islands, and a vocabulary of their language. Edinburgh, 1816. (1970). (Ein Bericht über Campbells Reise nach China und Japan, zwischen den Aleuten und entlang der Küste von Alaska. Von großem Wert ist seine Beschreibung der Sandwich-Inseln, der er ein Vokabular der Sprache hinzufügte. Nach einem Schiffbruch erfroren Campbell beide Füße, was eine Amputation notwendig machte. Ein Bericht des Chirurgen, der die Operation vornahm, ist beigefügt.)

- 51./52. Cooke, Edward: A Voyage to the South Sea, and round the World, perform'd in the years 1708-11. By the ships Duke and Dutchess of Bristol. Containing a Journal of all memorable Transactions (etc.). A description of the American coasts, from Tierra del Fuego to California. London, 1712. (1971). Zwei Bände. (Edward Cooke war zweiter Kapitän an Bord der Dutchess auf einer reich belohnten Seeräuberexpedition rund um die Welt. Es wird allgemein angenommen, dass De Foe seinen „Robinson Crusoe“ aus dem hier gegebenen Bericht von Alexander Selkirk nahm. Die zweite Hälfte von Band 52 enthält Segelanweisungen für die amerikanischen Küsten.)

- 53./54. Dillon, Peter: Narrative and successful result of a Voyage in the South Seas, to ascertain the actual fate of La Pérouse's Expedition. London, 1829. (1971). Zwei Bände. (Das Ergebnis dieser Reise war die Aufklärung des mysteriösen Verlustes von La Pérouse und seiner Expedition. Nachdem er Gegenstände gefunden hatte, die einst La Pérouse gehörten, wurde Dillon von der bengalischen Regierung für weitere Untersuchungen auf das Vermessungsschiff Research berufen. Er fand das Wrack eines von La Pérouses Schiffen und brachte die Nachricht zurück zu Dumont d’Urville, der sich damals in der Stadt Hobart aufhielt.)

- 55./56. (Cook, Capt.) William Ellis: An authentic Narrative of a Voyage performed by Captain Cook and Captain Clerke, in H.M. Ships Resolution and Discovery during the years 1776-1780; in search of a North-West passage between the continents of Asia and America. Including a faithful account of all their discoveries, and the unfortunate Death of Captain Cook. London, 1782. (1970). Zwei Bände. (Einer der ersten veröffentlichten Berichte über Captain Cooks dritte Reise, auf der er die Sandwich-Inseln entdeckte und viele Daten über Alaska und die Nordwestküste Amerikas sammelte. Trotz des Beharrens der Admiralität, kein privates Tagebuch dieser Reise aufzubewahren, war Ellis der einzige Engländer, der die Kühnheit besaß, die Autorenschaft zuzugeben. Die feinen Tafeln, gezeichnet vom Autor, der Assistant Surgeon war, gehören zu den frühesten Veröffentlichungen über diese Gebiete.)

- 57. Funnell, William: A Voyage round the World. Containing an Account of Captain Dampier's Expedition into the South-Seas in the Ship St. George, in the Years 1703 and 1704. Together with the Author's voyage from Amapalla on the West-Coast of Mexico, to East-India. London, 1707. (1971). (Funnell veröffentlichte den ersten Bericht über Dampiers Expedition um die Welt. Seine Erzählung enthält vieles, was von Dampier missbilligt wurde.)

- 58./59./60./61. Lütke, Fyodor P.: Voyage Autour du Monde, exécuté par ordre de Sa Majesté Nicolas Ier, sur la Corvette La Séniavine dans les années 1826-1829. Paris, 1835–36. (1971). Drei Bände Text (Bände I & II hrsg. von F. Boyé, Band III von A. Postels) und ein Folio-Atlas. (Lütkes Expedition verließ Cronstadt im Jahr 1826 und segelte über Rio de Janeiro, Kap Hoorn und Valparaiso. Sie erreichten Sitka, Alaska, im Juni 1827 und blieben dort über einen Monat. Dann segelte die Expedition nach Norden, machte in Unalaska auf den Aleuten halt und gelangte bis zu den St. Matthew’s Islands in der Behringsee. Nach der Überwinterung auf den Karolinen im Jahr 1828 wurde die östliche Küstenlinie Russlands, die an die Behringsee grenzt, bis zur Behringstraße erforscht. Die von Kittlitz gezeichneten und von Engelmann gestochenen Tafeln sind die schönsten Darstellungen von Landschaft und Menschen, die je von den besuchten Gebieten gemacht wurden.)

- 62. Narborough, John: An account of several Late Voyages and Discoveries to the South and North. Towards the Streights of Magellan, The South Seas, the vast Tracts of Land beyond Hollandia Nova. Edited by Tancred Robinson. Dedicated to Samuel Pepys. London, 1694. (1970). (Dieser Band enthält einen der frühesten Berichte in englischer Sprache über Tasmans Reise im Jahr 1642, bei der Neuseeland und Tasmanien entdeckt wurden. Sein weiteres Interesse liegt in der Beschreibung der Passage durch die Magellanstraße, die von späteren Seefahrern, u. a. Bulkeley und Cummins mit den Überlebenden der Wager, genutzt wurde.)

- 63. Rogers, Woodes: A cruising Voyage round the World; First to the South Seas, thence to the East Indies, and homeward by the Cape of Good Hope. Begun in 1708, and finished in 1711. London, 1712. (1970). (Ein Klassiker der Seeräuberei. Capt. Woodes Rogers’ Expedition, bestehend aus den Schiffen Duke und Duchess of Bristol, stach am 2. August 1708 in See. Sie umsegelten Kap Hoorn und besuchten Kalifornien, von wo aus die Expedition den Pazifik nach Asien überquerte. Die allgemeine Vermutung ist, dass Defoe Rogers’ Bericht über Alexander Selkirks vierjährigen Aufenthalt auf der Insel Juan Fernandez für seinen „Robinson Crusoe“ verwendet hat.)

- 64.  Sarytschew, Gawrila: Account of a Voyage of Discovery to the North-East of Siberia, the Frozen Ocean, and the North-East Sea. London, 1806-1807. (1970). Zwei Bände in einem. (Sarytschews Bericht über die Billings-Expedition für die russische Regierung von 1785. Sarytschew war der Vermesser auf dieser Expedition, bei der Alaska und die Aleuten zum ersten Mal sorgfältig kartiert wurden.)

- 65. Cheyne, Andrew (nicht veröffentlicht): A description of the Islands in the Western Pacific Ocean, north and south of the Equator; with sailing directions. London, 1852. (Der Autor besuchte die Loyalitätsinseln, die Neuen Hebriden, Neukaledonien, die Karolinen, die Cook-Inseln und viele andere Inseln im Rahmen von Handelsreisen unter seinem Kommando. Der Bericht befasst sich mit den Produkten und den Sprachen der verschiedenen Inseln.)

- 66.  Hamilton, George (nicht veröffentlicht): A Voyage round the world, in His Majesty's Frigate Pandora, Performed under the Direction of Captain Edwards in the years 1790-92. With the discoveries made in the South Sea. Berwick, 1793. (Kapitän Edwards, ausgesandt auf der Suche nach den Meuterern der Bounty, fand und verhaftete sie. Auf dieser Reise wurden einige Entdeckungen gemacht, darunter die Ducie-Inseln, Lord Hood Inseln und Tureia. Hamilton war der Chirurg der Pandora.)

- 67. Labillardière, Jacques-Julien H. de: An account of a Voyage in search of La Pérouse, undertaken by order of the Constituent Assembly of France, and performed in the years 1791-1793, in the Recherche and Espérance, Ships of War, under the command of Rear-Admiral Bruni d'Entrecasteaux. London, 1800. (1971). (Obwohl es nicht gelang, Nachrichten von der unglückseligen La Pérouse-Expedition nach Hause zu bringen, war die Reise von erheblicher Bedeutung. Labillardière gibt die erste wissenschaftliche Beschreibung des neuseeländischen Flachses. Er beschreibt die Besuche der Expedition in Tasmanien, Neukaledonien, auf den Salomonen, in Neuguinea, Amboyna, Tonga, Neuseeland etc. Beinhaltet botanische und zoologische Beschreibungen.)

- 68. Mortimer, George: Observations and Remarks made during a Voyage to the Islands of Teneriffe, Amsterdam, Maria's Island near van Diemen's Land; Otaheite, Sandwich Islands; Owyhee, the Fox Islands on the North-West Coast of America, Tiniam, and from thence to Canton. In the Brig Mercury, commanded by John Henry Cox. London, 1791. (1975). (Von Maria's Island, Tasmanien, segelte Kapitän Cox in den Pazifik und einer der interessantesten Punkte des Buches ist der frühe Bericht über die berühmte Meuterei auf der H.M.S. Bounty. Die Reise wurde zum Teil für den Pelzhandel zwischen der Nordwestküste von Amerika und China unternommen.)

- 69./70. Péron, François: Mèmoires du Capitaine Péron, sur ses Voyages aux Côtes d'Afrique, en Arabie, à l'île d'Amsterdam, aux îles d'Anjouan et de Mayotte, aux Côtes Nord-Ouest de l'Amèrique, aux îles Sandwich, à la Chine, (etc.). Paris, 1824. (1971). Zwei Bände. (Péron war ein Pelztransporteur von der Nordwestküste Amerikas nach China. Er gibt Einzelheiten über Teile von British Columbia, die Queen Charlotte und Vancouver Inseln und die dortigen Indianer. Er beschreibt auch Kalifornien, wo er auf der Otter segelte, dem ersten amerikanischen Schiff, das Kalifornien, Hawaii und die Sandwichinseln besuchte. Sein Besuch in Australien füllt 31 Seiten aus. Eine zeitgenössische englische Übersetzung dieses Werkes existiert nicht.)

- 71. Shelvocke, George: A Voyage round the World by the way of the Great South Sea, perform'd in the years 1719-1722 in the Speedwell of London. London, 1726. (1971). (Als Shelvocke 1719 mit einer Expedition segelte, um spanische Schiffe zu erbeuten, gab er seinem vorgesetzten Offizier den Laufpass und reiste auf eigene Faust weiter. Auf dieser Reise ereignete sich der Vorfall mit dem Albatros, den Coleridge in seinem  Ancient Mariner verwendete. Nachdem er an der Küste Südamerikas entlang gesegelt war, segelte er bis nach Kalifornien, wo er bemerkte, dass der Boden Gold enthalten könnte. Dann setzte er nach China über, von wo er nach England zurückkehrte. Wegen zweier Anklagen wegen Piraterie verhaftet, wurde er freigesprochen und ging kurz darauf auf den europäischen Kontinent – als ein reicher Mann.)

- 72. Pascoe, Thomas: A True and Impartial Journal of a Voyage to the South-Seas, and round the Globe in H.M. Ship the Centurion, under the Command of George Anson. London, 1745. (1971). (Alle wesentlichen Ereignisse dieser Reise, von ihrem Beginn im Jahr 1740 bis zu ihrem Abschluss im Jahr 1744, werden vollständig und getreu wiedergegeben, da sie zu der Zeit zu Papier gebracht wurden, als sie geschahen. Ansons offizielles Journal wurde 1748 veröffentlicht.)

- 73. (Cook, Capt.) Heinrich Zimmermann: Heinrich Zimmermanns Reise um die Welt mit Capitain Cook. Mannheim, 1781. (1973). (Mit Rickmans Bericht das früheste veröffentlichte Journal von Cooks letzter Reise. Eine der interessantesten Schilderungen dieser Reise.)

- 74./75. Wakefield, Edward J.: Adventure in New Zealand from 1839 to 1844; with some account of the beginnings of the British colonization of the Islands. London, 1845. (1971). Zwei Bände. (Wakefield ging 1839 mit den ersten Siedlern in der Tory nach Neuseeland und blieb dort bis 1844, wobei er Tagebuch über die Vorgänge der Siedler führte. Eines der wichtigsten Werke über die frühe Besiedlung Neuseelands.)

- 76. Krusenstern, A. J. von: Atlas to Captain Krusenstern's voyage round the world. (Russian text). St. Petersburg, 1813. (1974). (Der Atlas begleitet den Bericht über die erste russische Weltumsegelung unter dem Kommando von Krusenstern, zusammen mit Kapitän J. F. Lissjanski, auf den Schiffen Nadeschda und Neva. Dieser Atlas ist von Bedeutung für die Kartierung des Nordpazifiks, einschließlich der Aleuten und insbesondere des Gebietes um Japan. Darüber hinaus enthält dieser Atlas auch eine große Anzahl von Darstellungen von Objekten aus dem Bereich der Naturgeschichte, die in diesem gesamten Gebiet vorkommen. Der Original-Atlas, von größter Seltenheit, wurde 1813 in der Druckerei der kaiserlichen Marine in St. Petersburg gestochen und gedruckt und erschien sowohl in russischer als auch in deutscher Sprache. Das für dieses Faksimile verwendete Exemplar stammt aus der Tenri-Bibliothek in Nara, Japan.)

- BA Extra Series I.: Howay, Frederick W. (ed.): Voyages of the Columbia to the Northwest Coast 1787-1790 and 1790-1793. Boston, 1941. (1969). (Die Kapitäne Kendrick und Gray wurden von einer Gruppe wohlhabender Ostküsten-Kaufleute beauftragt, die erste amerikanische See-Expedition zu leiten, die sich mit dem Pelzhandel zwischen der Nordwestküste und China befasste. Im Jahr 1787 liefen ihre Schiffe, die Washington und die Columbia, von Boston aus. Das Unternehmen versprach kommerziellen Erfolg, bis Kapitän Kendrick seinen Vertrag nicht einhielt, die Washington verkaufte und das Geld einsteckte. Die Columbia, unter Grays Kommando, kehrte 1790 nach Boston zurück und wurde das erste Schiff, das die Stars and Stripes um die Welt trug. Während der zweiten Reise der Columbia, die im Mai 1791 begann, entdeckte und benannte Kapitän Gray den Columbia River. Howays Buch ist eine Zusammenstellung wesentlicher Primärquellen, die sich mit diesen beiden Fahrten befassen, darunter 4 Tagebücher, Briefe zwischen den Kapitänen und ihren Hintermännern sowie der Rest des offiziellen Logbuchs der Columbia (7. bis 21. Mai 1792), das die Entdeckung des Columbia River umfasst.)

- BA Extra Series II.: Howay, Frederick W. (ed.): The Dixon-Meares Controversy. Toronto, 1929. (1969). (Sowohl Dixon als auch Meares befehligten Handelsschiffe in der Frühzeit des maritimen Pelzhandels; beide erreichten im Sommer 1786 zum ersten Mal die Nordwestküste Amerikas, und beide machten während ihrer Expeditionen in diesem Gebiet zahlreiche Entdeckungen. Im Jahr 1790 veröffentlichte Meares seine triumphalen „Voyages“, in denen er sich an seine Verwicklung in den „Nootka Sound Controversy“ erinnerte und sich mit seinen Erkundungsfahrten in Nordamerika rühmte. Dixon behauptete, dass dieser Bericht größtenteils falsch sei und dass Meares Anerkennung beansprucht habe, die zu Recht anderen gehörte. Howays Synthese dieser erbitterten Kontroverse umfasst Dixons „Remarks on the Voyages of John Meares“, Meares' Widerlegung dieser Anschuldigungen und Dixons „Further Remarks on the Voyages of John Meares“.)